# Ulrika Babiaková
Ulrika Babiaková född 3 april 1976, död 3 november 2002, var en slovakisk astronom. Fru till astronomen Peter Kušnirák.
Minor Planet Center listar henne som U. Babiakova och upptäckare av 14 asteroider. Alla tillsammans med andra astronomer.
Asteroiden 32531 Ulrikababiaková är uppkallad efter henne.

## Asteroider upptäckta av Ulrika Babiaková
| 15053 Bochníček [A]                                      | 17 december 1998 |
| 22185 Štiavnica [B]                                      | 29 december 2000 |
| 22644 Matejbel [A]                                       | 27 juli 1998     |
| (49436) 1998 YX2 [A]                                     | 17 december 1998 |
| (72062) 2000 YR17 [B]                                    | 24 december 2000 |
| (72070) 2000 YC33 [B]                                    | 31 december 2000 |
| (82809) 2001 QK33 [B]                                    | 17 augusti 2001  |
| (82908) 2001 QU100 [B]                                   | 19 augusti 2001  |
| (104650) 2000 GY132 [B]                                  | 9 april 2000     |
| (109096) 2001 QJ33 [B]                                   | 16 augusti 2001  |
| (123613) 2000 YQ17 [B]                                   | 24 december 2000 |
| 123647 Tomáško [B]                                       | 31 december 2000 |
| (165712) 2001 QV33 [B]                                   | 17 augusti 2001  |
| (334076) 2001 QW33 [B]                                   | 17 augusti 2001  |
| Upptäckt tillsammans med: A Petr Pravec B Peter Kušnirák |                  |